# Тицэ, Василе
Василе Тицэ (рум. Vasile Tiţă; 21 февраля 1928, Бухарест, Королевство Румыния — 24 июня 2013) — румынский боксер, серебряный призёр летних Олимпийских игр в Хельсинки (1952).

## Спортивная карьера
Впервые боксер заявил о себе на международном уровне, когда вышел в полуфинал турнира в Варшаве, посвященного 25-летию польской федерации бокса, в котором уступил действующему олимпийскому чемпиону венгру Ласло Паппу. Среди румынских болельщиков за ним закрепилось прозвище «Принц Обора».
На летних Олимпийских играх в Хельсинки (1952) победил представителей Ирландии, Бразилии, Италии и Болгарии и лишь в финале всего за 74 секунды нокаутом уступил американцу Флойду Паттерсону, став таким образом серебряным призёром соревнований.
На чемпионате Европы 1953 в Варшаве (1953) в четвертьфинале уступил западногерманскому спортсмену Дитеру Вернхёнеру, через два года в Западном Берлине (1955) проиграл на стадии четвертьфинала, на чемпионате Европы в Праге (1957) не смог преодолеть квалификацию. На первой Спартакиаде дружественных армий (1958), проходившей в ГДР, стал бронзовым призёром проиграв в полуфинале советскому боксёру Алексею Киселёву.
Являлся семикратным чемпионом Румынии (1951—1957): в полусреднем (1951—1953 и 1955—1957) и в среднем (1954) весах.